# Óscar Alfredo Ustari
Oscar Alfredo Ustari (nascut a América, província de Buenos Aires, Argentina el 3 de juliol de 1986) és un futbolista professional argentí que juga com a porter.
Ha estat internacional amb l'Argentina i ha format part de clubs com l'CA Independiente, Getafe CF, Boca Juniors, UD Almería, Sunderland AFC, Newell's Old Boys i FC Atlas.